# L'Annonciation (Fabriano)
Pour les articles homonymes, voir Annonciation.
L'Annonciation est un tableau du peintre italien Gentile da Fabriano réalisé en 1423. Cette tempera sur bois rehaussée d'or est une annonciation qui montre Marie assise les mains sur le ventre, éclairée par un rayonnement divin provenant d'un oculus au-dessus de l'ouverture où entre Gabriel. Elle est conservée à la Pinacothèque vaticane, au Vatican.